# Hồ Flathead
Hồ Flathead  là hồ nước ngọt tự nhiên lớn nhất phía tây của sông Mississippi trong Hoa Kỳ lục địa, nằm ở phía bắc phía bắc của sông Mississippi. Với diện tích bề mặt từ 191,5 dặm vuông (496 km2) đến 197 dặm vuông (510 km2), hồ Flathead là hơi lớn hơn so với hồ Tahoe. Hồ này là tàn dư của hồ lớn bị làm nghẽn bởi hồ băng cổ đại, hồ Missoula của thời kỳ cuối Gian băng. Hồ Flathead dài 27,3 mi (43,9 km) và rộng lên đến 15,5 mi (24,9 km). Hồ Flathead hồ có độ sâu tối đa 370 m, độ sâu trung bình là 164,7 m. Độ sâu này làm cho hồ Flathead sâu hơn độ sâu trung bình của biển Hoàng Hải hoặc vùng vịnh Ba Tư. Vịnh Polson, tại bờ hồ đã được nâng lên 10 ft (3,0 m) bởi đập Kerr. Đây là một trong những thứ sạch nhất trong thế giới có người ở trong các hồ cùng loại và cùng kích cỡ.